# 高床式倉庫

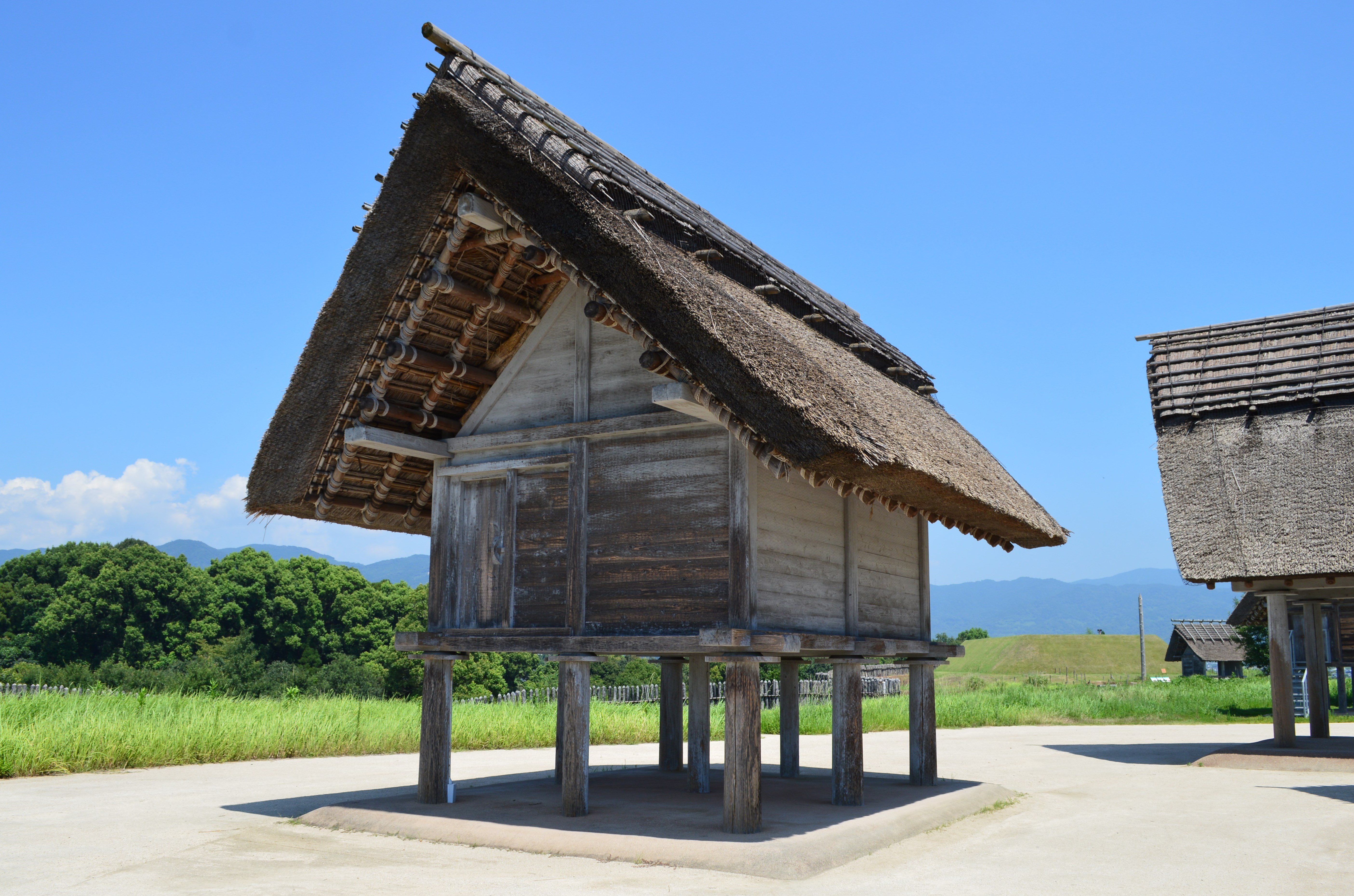
佐賀県吉野ヶ里遺跡の復元高床倉庫

高床倉庫（たかゆかそうこ）、または高床式倉庫（たかゆかしきそうこ）は、床を地表面より高い位置に設ける高床建物の1種で、倉庫として使用されたものをいう。なお今日の日本考古学界では、「平地式住居」や「竪穴式住居」と呼ばれていたものが「平地建物（または平地住居）」や「竪穴建物（または竪穴住居）」と呼ばれるようになってきたのと同様に「式」を付けた呼び方はあまり用いられなくなっている。

## 概要

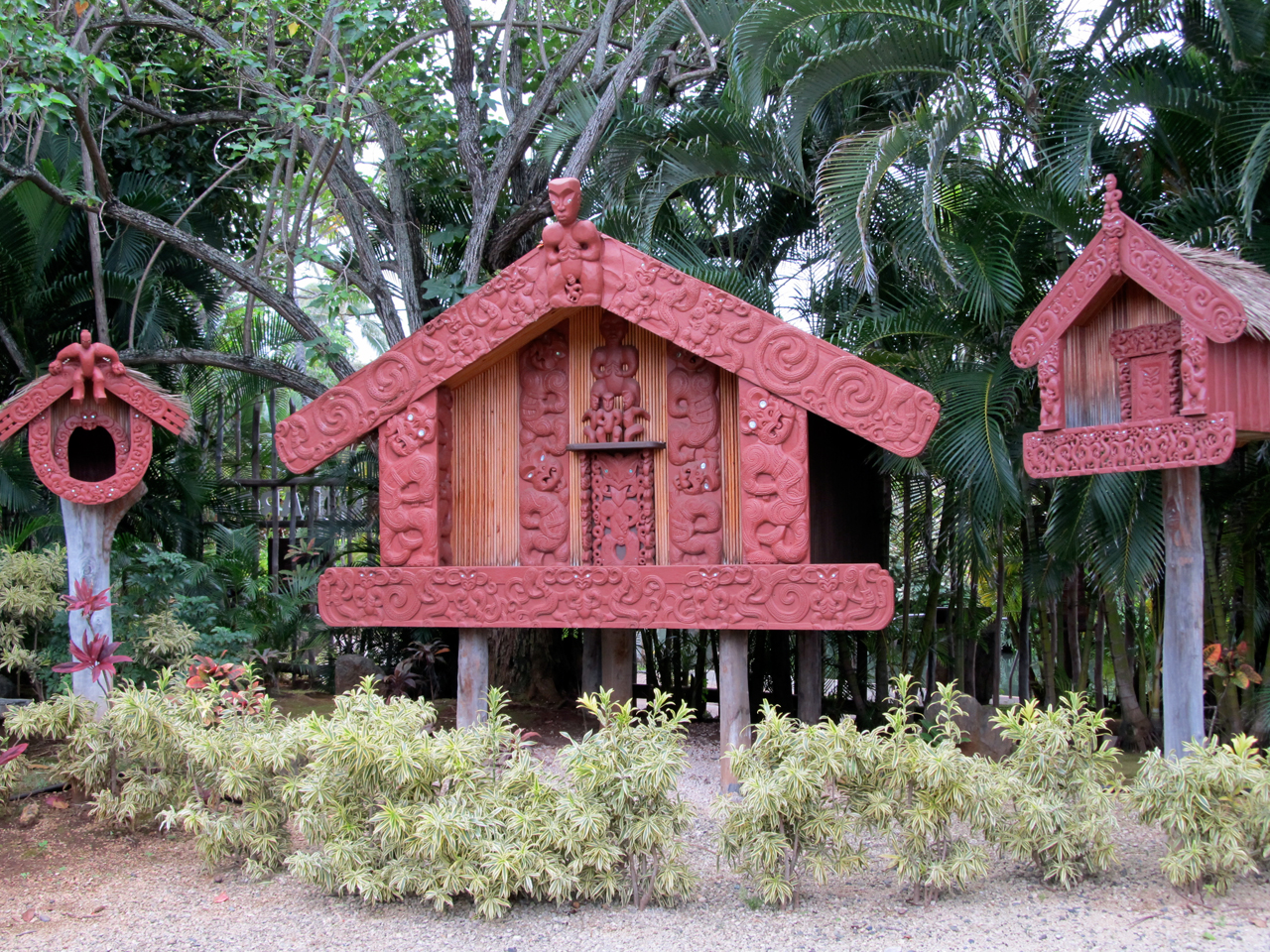
ニュージーランド・マオリの高床倉庫（pataka）。

平地建物や竪穴建物の中には、掘立柱（主柱）を用いず壁そのもので上屋（屋根など）の荷重を支える壁建ち構造のものがあるが、高床倉庫を含む高床建物は、壁建ち構造ではない掘立柱建物である。
高床建物のうち、居住用建物である高床住居は、東南アジアのとりわけ雨期に出水する地域や、山岳地帯の傾斜地で用いられている。
それとは別に高床倉庫は、ネズミなどによる食害の防止や（ねずみ返し）、湿気対策として風通しをよくするために床を高く造り、稲やとうもろこし、小麦などを蓄える倉として古くから世界各地で用いられた。

## 日本
日本列島における高床建物の遺構は、縄文時代から検出例がみられ、青森県青森市の三内丸山遺跡で縄文時代中期（紀元前3000年 - 2000年）の高床建物遺構が検出されている。また富山県小矢部市の桜町遺跡では、縄文時代中期末（紀元前2000年）の高床建物の建築部材が出土している。
倉庫としての高床建物は、弥生時代に穀物を蓄える施設として一般に普及したと考えられており、神社建築様式の1つである神明造はこれから発展したとされる。代表的な遺構としては弥生時代中期の登呂遺跡（静岡県）や弥生後期の吉野ヶ里遺跡（佐賀県）がある。現在でも、アフリカ中央・南アジア・東南アジアに同様のものが見られる。
なお、銅鐸（香川県で出土と伝わる）や銅鏡（佐味田宝塚古墳〈奈良県〉）、土器（唐古遺跡〈奈良県〉）に高床建築が描かれているが、倉庫としての建築であるかは不明である。
高床倉庫は奄美大島や八丈島、さらに北海道のアイヌ民族の間で近代まで建造されていた。奄美大島にはごくわずかであるが、現在も使われているものが奄美市などの民家に存在する。北海道の漁村には、海岸の傾斜地に「ハネダシ」と呼ばれる高床倉庫が建造されていた。

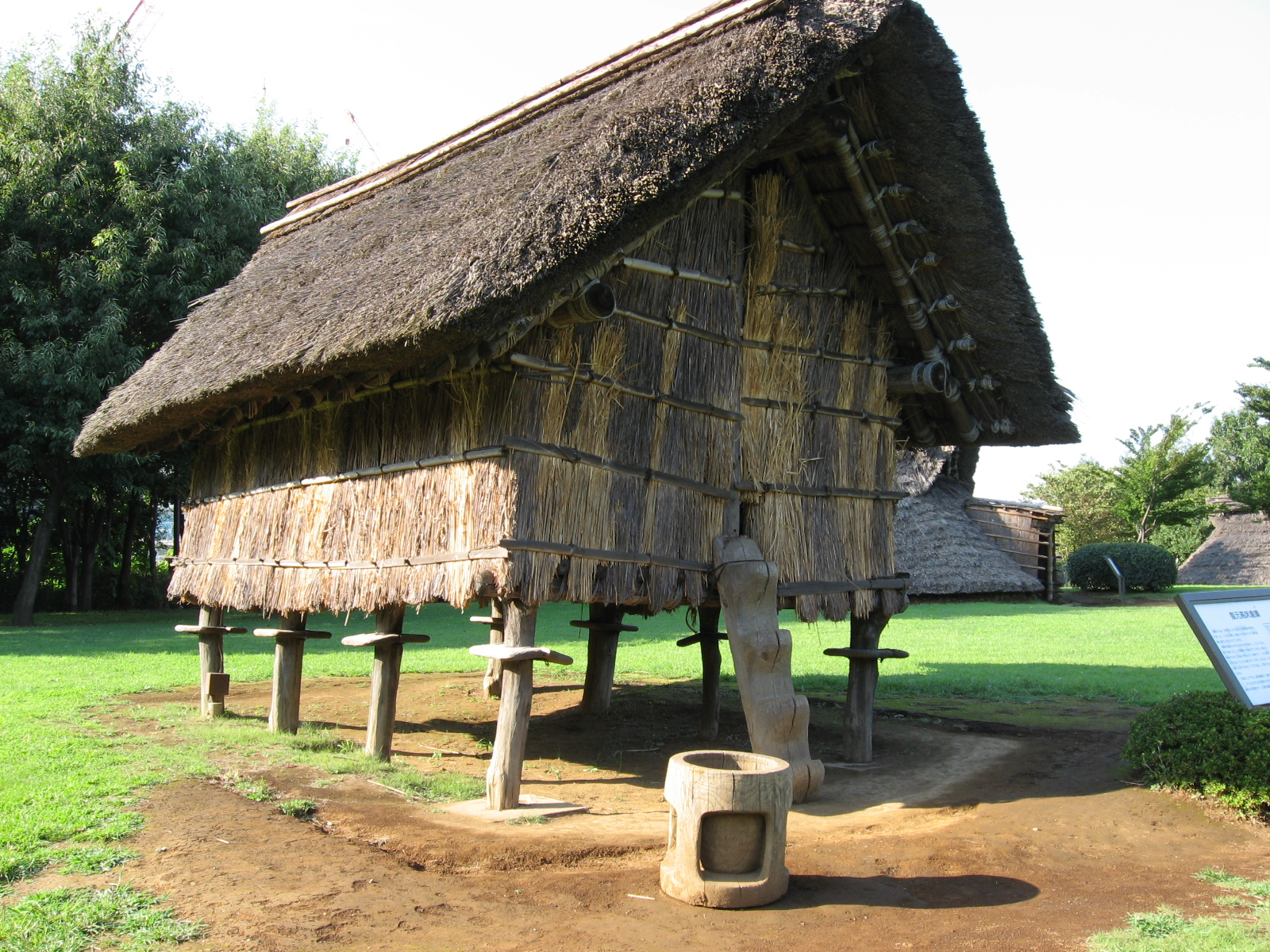
高床倉庫、妻側より。掘立柱にはネズミの侵入を防ぐためのねずみ返しが設けられている。（復元、神奈川県横浜市大塚・歳勝土遺跡）
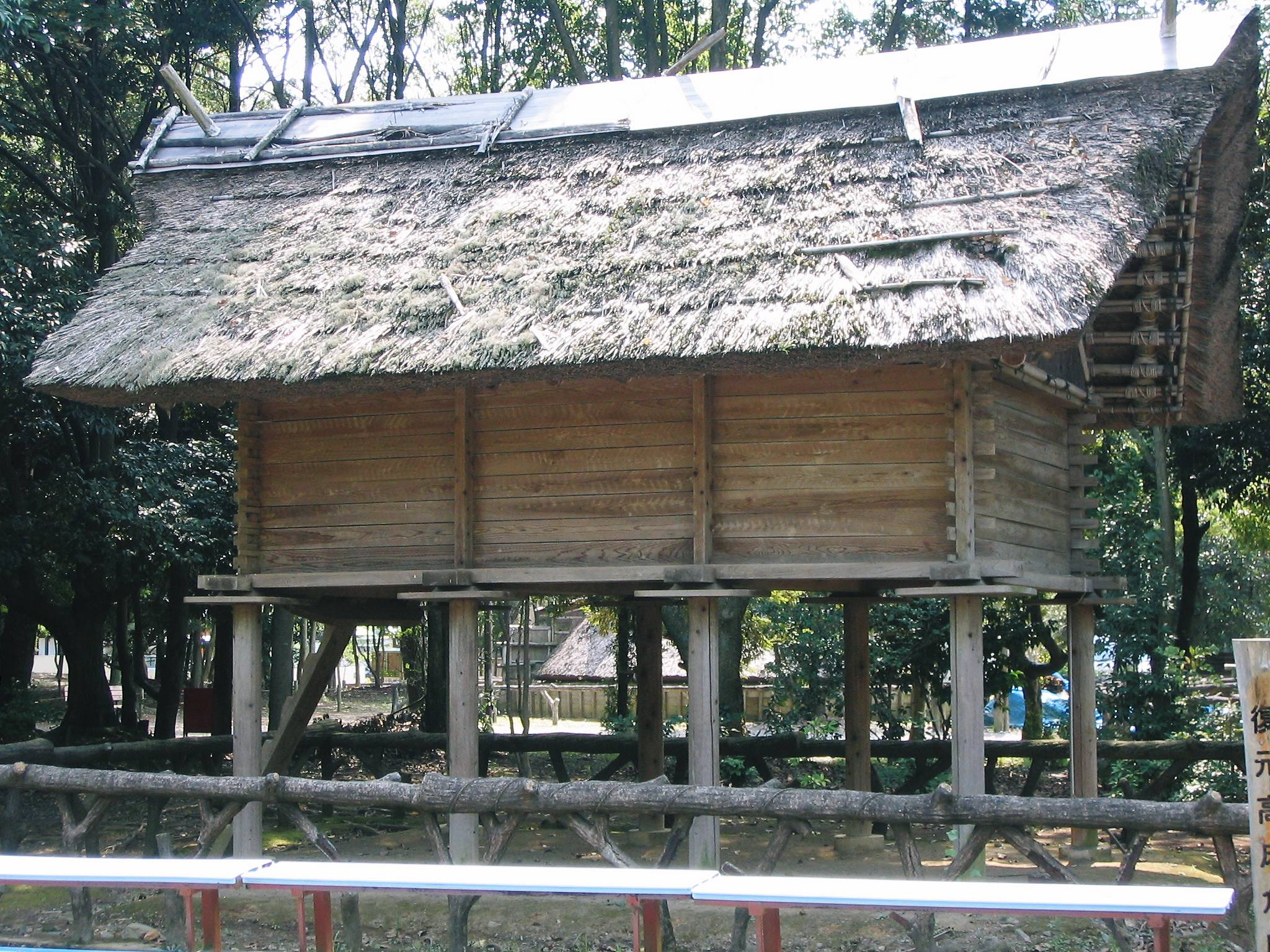
高床倉庫 平側より（復元、静岡県静岡市登呂遺跡）
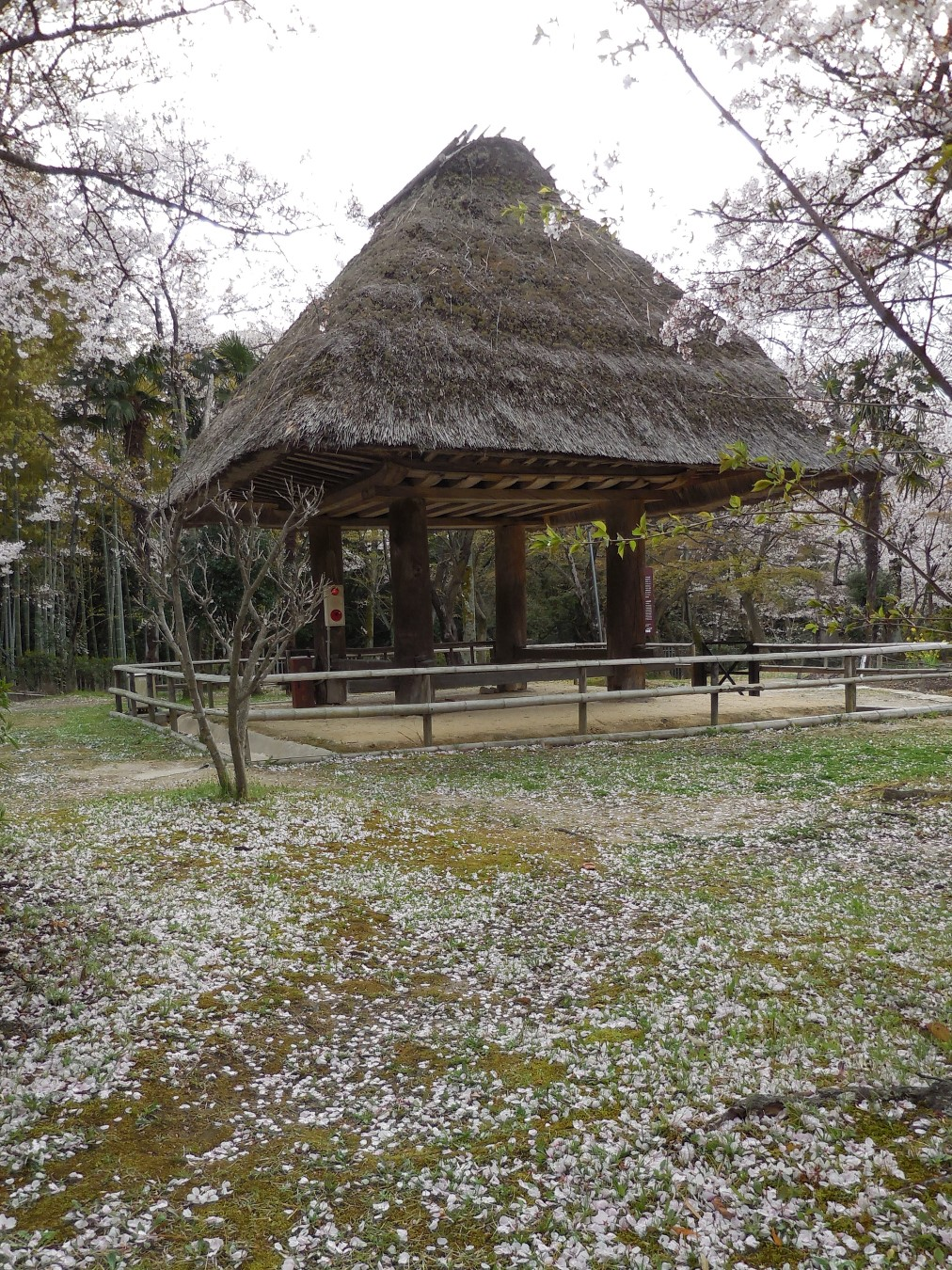
奄美大島の高倉（屋根に見える部分（屋根裏）に収納する。日本民家集落博物館）
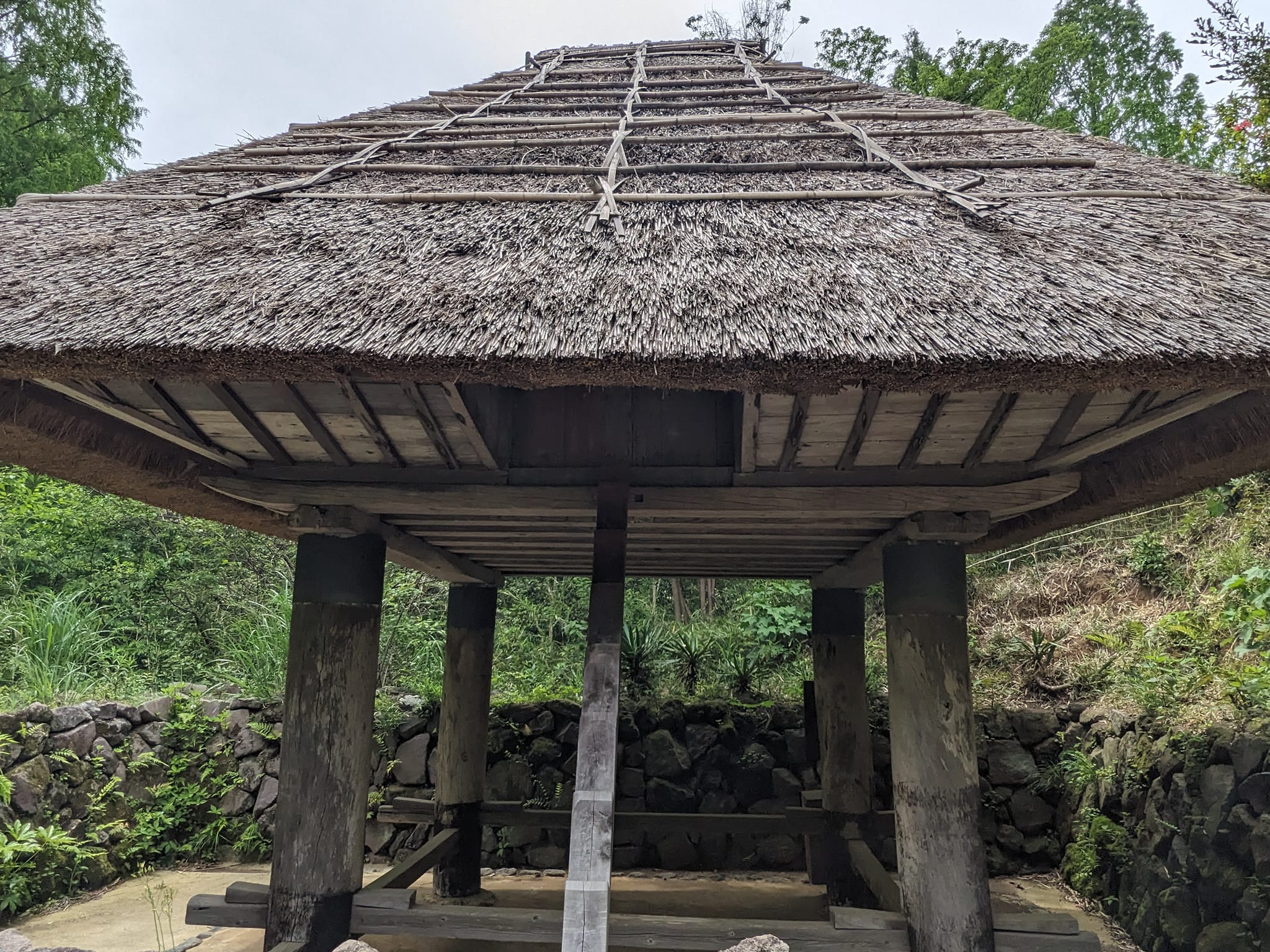
沖永良部島の高床倉庫。四本柱の上部に鉄板を巻いてネズミの侵入を防ぐ。（川崎市多摩区の日本民家園）
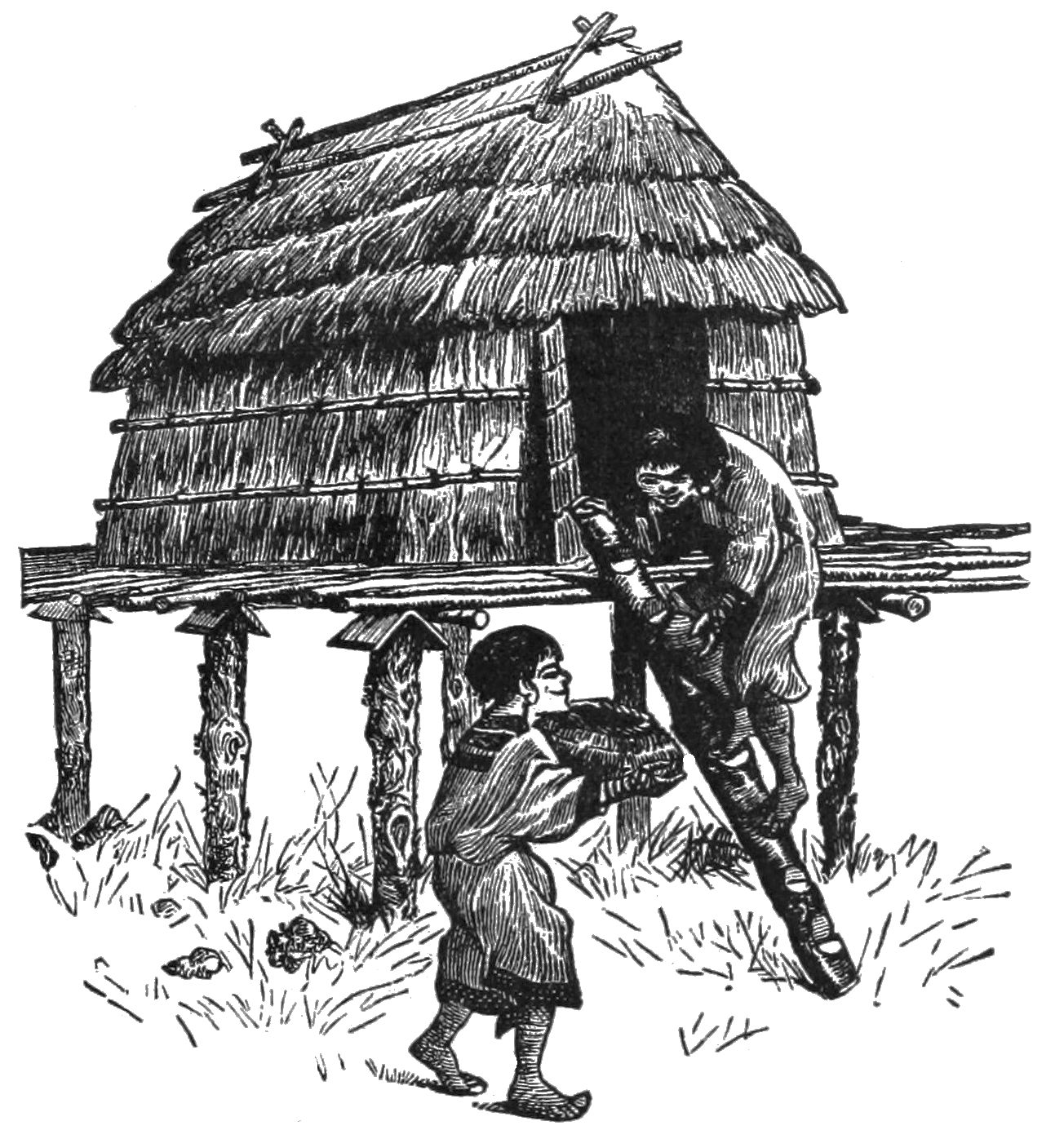
アイヌ民族の高床倉庫「プー」。明治初期、イギリス人旅行家イザベラ・バードのスケッチ。
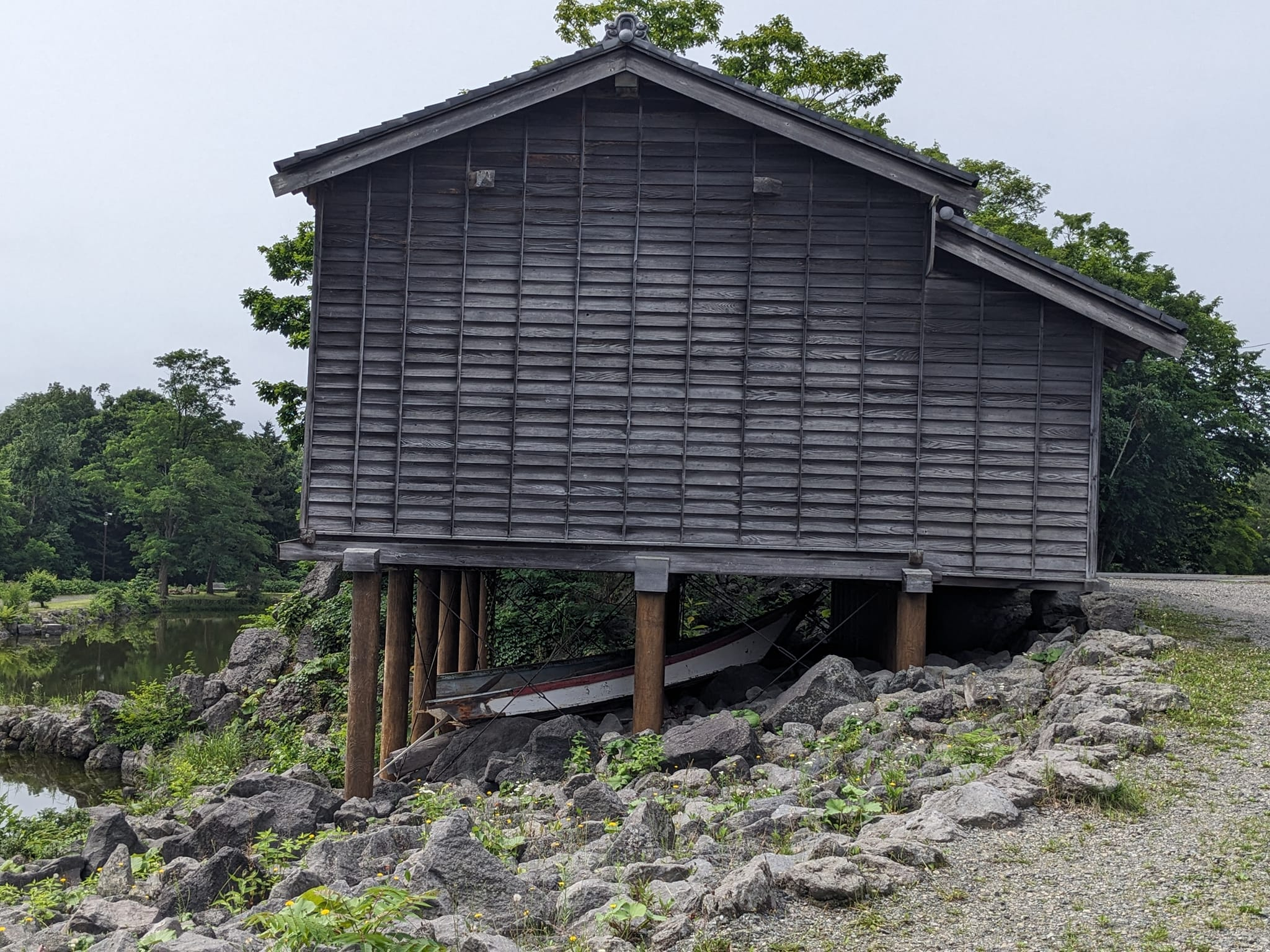
北海道の漁村で、海岸の傾斜地を生かして建てられた高床倉庫「ハネダシ」。床には海側からの出入り口がある「北海道開拓の村」で撮影。

## ヨーロッパ
高床倉庫のルーツは不明であるが、狩猟民族の移動式架台であったと考えられている。洞窟の壁画にもプラットフォームと思われる構造物が見られる。ねずみ返しの有無は地域により異なる。英国・スペインでは2000年ほど前にはすでに存在していたことが遺跡・文献より確認されている。
スペイン、カンタブリア山脈北側のガリシア州全域（ガリシア語:hórreo オレオ）、アストゥリアス州中部から西部（アストゥリアス語：horruまたはhorriu オルまたはオリウ）では多くの高床倉庫を見ることができる。その他の地域ではほぼ皆無である。ガリシアで現存するものは石造・RC造・組積造がほとんどで、もとはトウモロコシ倉庫であったが、現在では住居の物置として用いられている。リバデオ川を境に様相が一変し、アストゥリアス州ではほぼすべて木造となる。

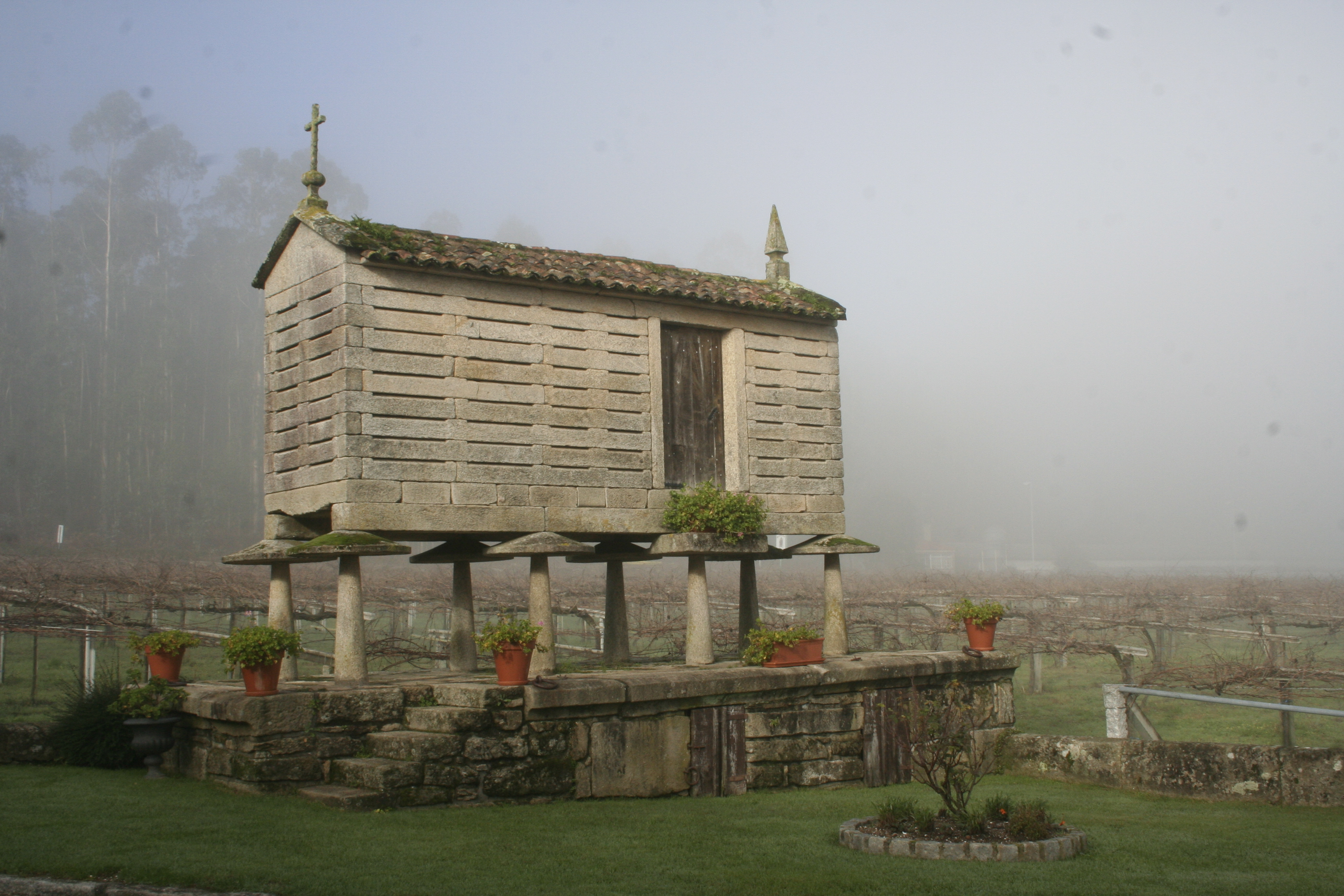
オレオ（英語版）（ポンテベドラ）
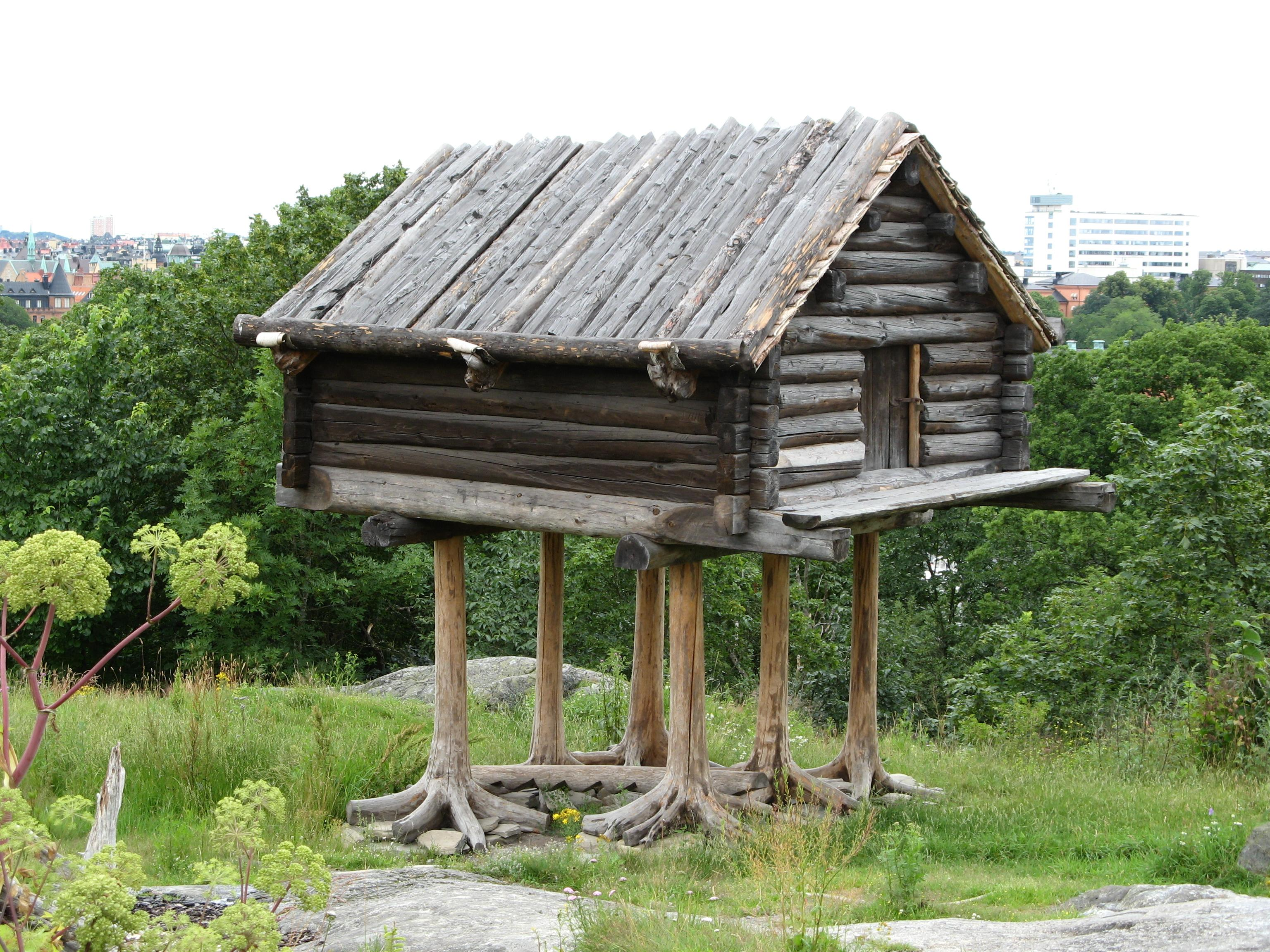
ストックホルムのスカンセン野外博物館で展示されているサーミ人の高床倉庫。

## アフリカ
ウガンダのケニア国境から首都カンパラに通じる幹線道路上に高床倉庫の多い地域が見られた。見た目は世界各地で見られる高床倉庫とまったく同じであるがねずみ返しはない。地ではGRANARYと呼ばれ、500年前から存在すると言われているが詳細は不明である。またマダガスカル東部にも高床倉庫があるがウガンダのものとは違ってねずみ返しがある。